# Los Huasos Quincheros
Los Huasos Quincheros este o formație chiliană de folclor și bolero. Membrii formației sunt:
- Benjamín Mackenna
- Antonio Antonich
- Ricardo Videla
- Patricio Reyes